# 徐积仁
徐积仁（1933年1月—），男，江苏镇江人，中国光物理学家，曾任中国科学院物理研究所研究员、博士生导师，中国光学学会理事。